# Матината
Матина̀та (на италиански: Mattinata, на местен диалект Matenète, Матенете) е градче и община в Южна Италия, провинция Фоджа, регион Пулия. Разположен е на 75 m надморска височина. Населението на общината е 6419 души (към 2012 г.).